# Чемпионат Европы по конькобежному спорту 1907
Чемпионат Европы по конькобежному спорту 1907 года — 15-й чемпионат Европы, который прошёл 2 по 3 февраля в Давосе (Швейцария). Чемпионат проводился на четырёх дистанциях: 500 метров, 1500 метров, 5000 метров, 10000 метров. В соревнованиях принимали участие только мужчины — 3 конькобежца из 3-х стран. Абсолютным победителем чемпионата Европы стал Мойе Эхольм (Швеция).

## Результаты чемпионата
| место | спортсмен     | страна   | 500 м    | 1500 м     | 5000 м     | 10000 м       |
| ----- | ------------- | -------- | -------- | ---------- | ---------- | ------------- |
| 1     | Мойе Эхольм   | Швеция   | 44,8 (1) | 2.31,8 (1) | 9.06,8 (1) | 18.52,0 F (3) |
| (2)   | Олуф Стин     | Норвегия | 47,0 (2) | 2.36,0 (3) | 9.18,6 (2) | 18.47,4 (2)   |
| (3)   | Франц Шиллинг | Австрия  | 50,6 (3) | 2.32,8 (2) | 9.18,8 (3) | 18.44,0 (1)   |

## Ссылка
Результаты конькобежного спорта с 1887 года и по наши дни, анг.